# Tesson
Tesson település Franciaországban, Charente-Maritime megyében. Lakosainak száma 1144 fő (2022. január 1.). Tesson Berneuil, Préguillac, Rioux, Saint-Simon-de-Pellouaille, Thénac és Villars-en-Pons községekkel határos.

## Népesség
A település népessége az elmúlt években az alábbi módon változott:
| Lakosok száma | 557  | 705  | 758  | 966  | 995  | 1014 | 1075 | 1125 | 1130 | 1144 |
|               | 1968 | 1982 | 1990 | 2006 | 2013 | 2015 | 2017 | 2019 | 2020 | 2022 |